# Чорна Індія
Чорна Індія (фр. Les Indes noires) — науково-фантастичний роман французького письменника Жуля Верна, написаний у 1877 році. «Чорна Індія» входить до циклу «Незвичайні пригоди». Уперше опублікований у газеті Le temps. У Великій Британії роман побачив світ у жовтні 1877 року завдяки видавничому дому Семпсона Лоу, Марстона, Серла і Рівінгтона під назвою The Child of the Cavern, або Strange Doings Underground («Дитина печери, або Дивні справи під землею»). «Чорна Індія» перевидавалася під такими назвами: Black diamonds («Чорні діаманти»), The Underground City («Підземне місто»).

## Сюжет
Події у романі розгортаються поблизу міста Стерлінг, що у Шотландії. Хронологія подій охоплює десятиліття. Сюжет зображує долю шахтарської громади Аберфойла. Гірничий інженер Джеймс Стар отримує лист від старого колеги та вирушає до шахти, яку розкопали 10 років тому. Джеймс Стар знаходить старшого наставника шахти Саймона Форда та його родину, які мешкають у маленькому будиночку глибоко в шахті. Саймона Форда супроводжують його дружина Медж і дорослий син Гаррі.
Невдовзі після відкриття нового вугільного родовища громада відновилася: навколо підземного озера Лох-Малкольм заклали місто. Але з самого початку головні герої твору зіштовхуються з таємничими, незрозумілими подіями. Передчуваючи лихо, Гаррі продовжує досліджувати підземну систему печер, де внизу у глибокій шахті він знаходить молоду дівчину-сироту на ім'я Нелл. Саймоном та Медж зголосилися взяти сирітку під опіку. Але походження дівчинки, оповите таємницею. Нелл не розкриває звідки прийшла, відомо лише те, що вона жодного разу в житті не полишала мороку шахти.
Згодом, коли Гаррі та Нелл оголошують про своє одруження, містичні події досягають своєї кульмінації. Стає зрозуміло, що весь гамір через Сільфакса — ще одного колишнього співробітника шахти — який разом зі своєю дресированою білою совою Харфангом живе в шахті з моменту її закриття. Нелл — онука Сільфакса, яка жила з ним і Харфангом, поки її не врятував Гаррі.
Сільфакс замислив зашкодити весіллю Гаррі та Нелл: намагається обрушити шахту. Нелл заважає йому це зробити. Вона викликала до себе Харфанга, після чого Сільфакс потопає.

## Цікаві факти
- Жуль Верн написав «Чорну Індію» під впливом поїздки до Англії та Шотландії зі своїм близьким другом Арістідом Гігнарем[5];

- Для того, аби яскраво зобразити атмосферу копальні, Жуль Верн разом зі своїм сином відвідав Анзенські[6] шахти на півночі Франції;

## Екранізації
- Les Indes noires (1917);